# Benzaiten

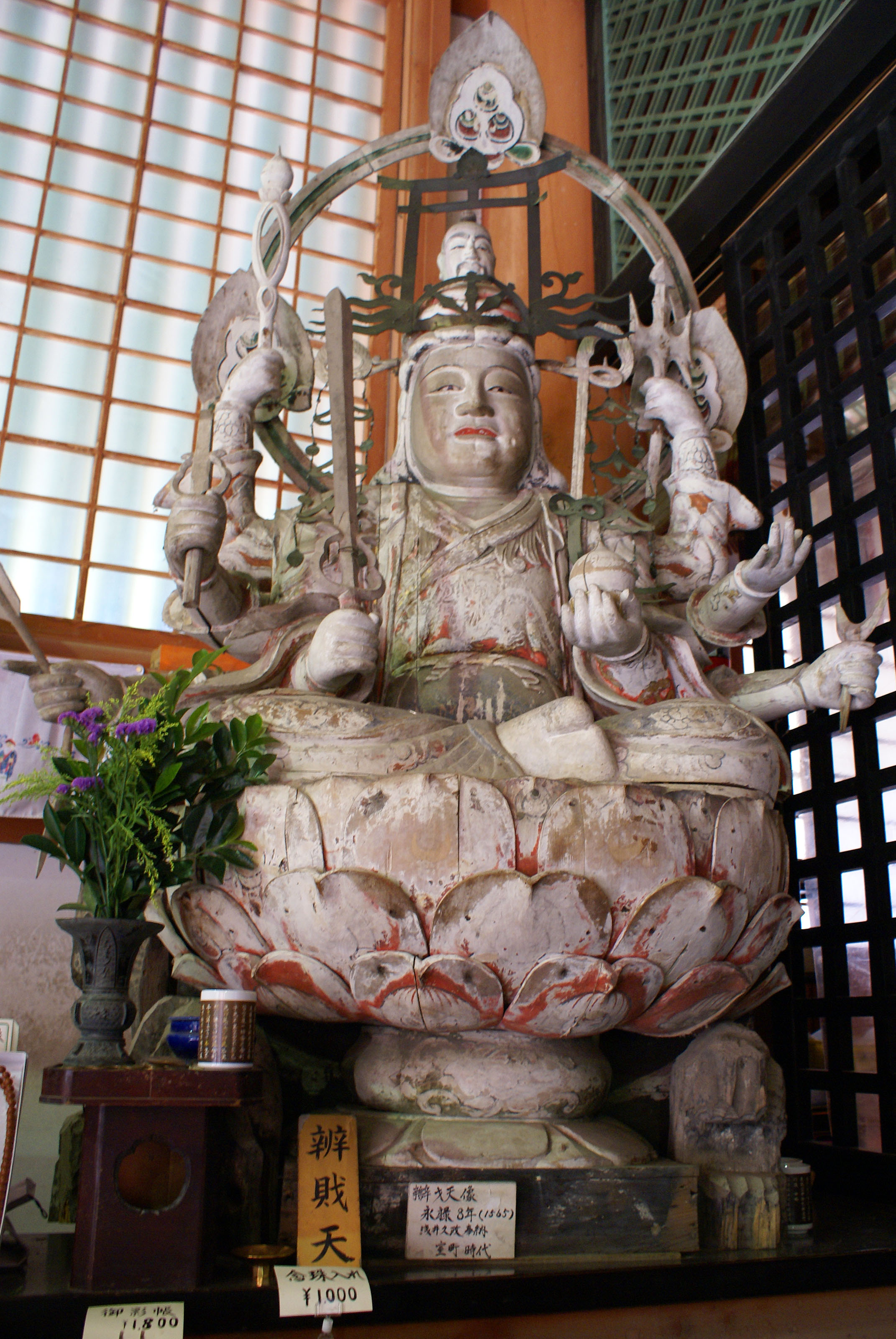
Estatua de Benzaiten con un torii en la cabeza.

Benzaiten (弁 才 天, 弁 財 天) es una diosa budista japonesa. Es la única mujer entre los dioses de la fortuna y es originaria de la India. Es la patrona de la música y las bellas artes. Sus templos suelen estar cerca del mar. Las figuras que representan a la diosa suelen mostrar a una mujer muy bella, tocando una biwa, junto a una o varias serpientes blancas, en lo que la diosa se puede transformar. Muchos japoneses creen que si una serpiente blanca se aparece en tus sueños, es símbolo de buena suerte.
Es también la diosa del conocimiento, las artes y la belleza.
Identificada con la diosa hindú Sarasvati (diosa de los artistas, los escritores, los bailarines, los pintores y los escultores).
Siete Dioses de la Fortuna
Recuperado;http://www.hapi-live.com/mitologia/benzaiten-benten-sana/ (enlace roto disponible en Internet Archive; véase el historial, la primera versión y la última).